# Hélène Flautre
Hélène Flautre este un om politic francez, membru al Parlamentului European în perioada 1999-2004 din partea Franței. 
1. 1 2  French National Directory of Representatives, 9 April 2019[*] Verificați valoarea |titlelink= (ajutor)
2. 1 2  Deputații în Parlamentul European